# Corps des transmissions
Le corps de transmission est l'arme responsable des communications militaires. De nombreux pays disposent d'un corps de transmission, généralement subordonné à l'armée du pays.
La communication militaire comprend généralement la radio, le téléphone et les communications numériques.

## En Amérique du Nord
- Corps royal canadien des transmissions, formé en 1903 sous le nom de Corps canadien des transmissions ;
- Corps des transmissions de l'armée américaine, fondé en 1860 par le major Albert J. Myer.

## En Asie
- Rejimen Semboyan Diraja, Régiment royal des transmissions malaisien ;
- Corps des transmissions de l'armée indienne, créé en 1911 ;
- Corps des transmissions de l'armée pakistanaise, créé en 1947 ;
- Formation des transmissions des forces armées de Singapour ;
- Corps des transmissions du Sri Lanka ;
- Corps C4I israélien ;
- Korps Perhubungan TNI AD (Corps des transmissions de l'armée indonésienne) ;
- Corps des transmissions des forces armées des Philippines ;
- Département des transmissions, Armée royale thaïlandaise.

## En Europe
- Arma delle Trasmissioni, corps de l'armée italienne fondé en 1953 ;
- Royal Corps of Signals, fondé au Royaume-Uni (sous le nom de Telegraph Battalion Royal Engineers) en 1884 ;
- Corps des services de communication et d'information (CIS), le corps des transmissions des forces de défense irlandaises ;
- Groupes de Systèmes d'Information et de Communication (SIC) des Forces Armées Belges, auparavant : Troupes de Transmission ;
- Brigade de transmission, une unité des forces armées serbes ;
- Telegrafregimentet, Régiment royal danois des transmissions ;
- Sambandsbataljonen de la Brigade Nord de l'Armée norvégienne ;
- Regiment Verbindingstroepen, un régiment de l'armée royale néerlandaise ;
- Fernmeldetruppe de la Bundeswehr ; auparavant : Corps des transmissions de la Wehrmacht et de la Waffen SS ;
- Troupes de transmissions et de communications de Russie ;
- Corps des transmissions (Armée française) ;
- Viestirykmentti, régiment de transmissions de l'armée finlandaise ;
- Forces de communication et de cybersécurité des forces armées de l'armée ukrainienne ;
- Troupes de transmission de l'armée suédoise.

## En Océanie
- Corps royal australien des transmissions ;
- Corps royal des transmissions de Nouvelle-Zélande.